# Tintin in Congo
Tintin in Congo inizialmente intitolato Les Aventures de Tintin, reporter du «Petit Vingtième», au Congo ("Le avventure di Tintin, estratto dal «Piccolo Ventesimo» in Congo") è il secondo album della serie di fumetti Le avventure di Tintin, creata dal disegnatore belga Hergé. Dal 1928, Hergé è redattore capo del Le Petit Vingtième (Piccolo Ventesimo), il supplemento giovanile del giornale belga Le Vingtième Siècle (Il Ventesimo Secolo) in cui pubblica Tintin nel paese dei Soviet, ed ebbe un grande successo. Il suo capo e mentore, padre Norbert Wallez, gli chiede allora di disegnare una nuova avventura di Tintin che si svolgerà questa volta in Congo belga, colonia belga dal 1908. La storia è pubblicata in bianco e nero, dal giugno 1930 fino al giugno 1931, nelle pagine del Petit Vingtième.
Il successo è di nuovo alle porte. Nel 1946, nell'ambito della colorazione delle Avventure di Tintin, Hergé si affianca ai servizi di Edgar P. Jacobs, e riscrivono insieme l'album in un formato più corto e a colori. Dopo la seconda guerra mondiale, Tintin si internazionalizza ma l'autore è accusato di diffondere pregiudizi razzisti, il che porta le edizioni Casterman a non ripubblicare Tintin in Congo, rendendo di fatto l'album introvabile in libreria negli anni 1960. Sotto la pressione di Hergé, il suo editore ristampa l'avventura nei primi anni settanta. La polemica riemerse solo all'inizio del ventunesimo secolo, quando fu annunciata la produzione di una serie di film di Steven Spielberg suell'universo di Tintin. Diverse librerie anglosassoni spostarono l'album nel reparto per adulti e in Belgio venne presentata una denuncia per vietarne la vendita, tuttavia senza risultato. Ad ogni modo, è ancora molto popolare in Congo.

## Sinossi

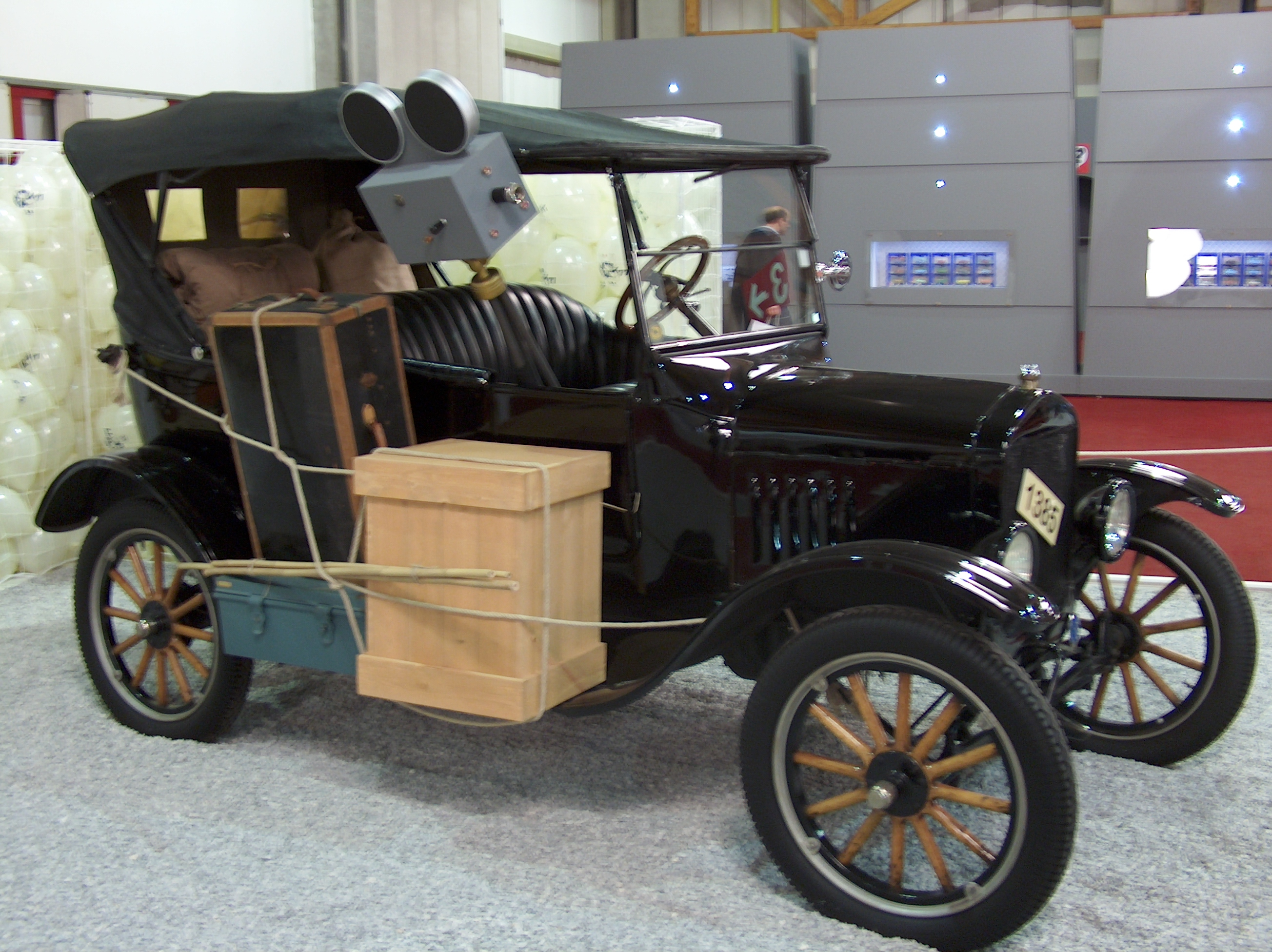
Una Ford Model T, come quella che appare sulla copertina di Tintin in Congo.

La trama della storia è costituita da peripezie in cui Tintin e il suo cane Milù si salvano da difficoltà e pericoli, il tutto in un'atmosfera di propaganda coloniale.
Il giornalista Tintin si reca in nave da crociera nel Congo belga nell'ambito del suo lavoro. Il viaggio è faticoso, perché Milù è successivamente attaccato da un pappagallo , dal passeggero clandestino Tom, futuro nemico di Tintin, e da uno squalo. Il loro arrivo in Africa è acclamato dalla folla. Una volta respinte le sollecitazioni di giornali che volevano comprargli il suo reportage, Tintin assume un boy, Coco, per accompagnarlo. Il viaggio è tutt'altro che tranquillo: Tintin salva Milù da un coccodrillo, poi da una scimmia, e cattura Tom che cercava di rubargli la macchina.
Nel regno di Ba Bao R'm, Tintin viene condotto dal re della tribù a una caccia al leone che va male, ma questa volta è Milù che salva Tintin dalle grinfie della belva. Sentendosi minacciato da questo giovane bianco, lo stregone dei Ba Bao Rom Muganga, accompagnato da Tom, lo accusa di sacrilegio, e Tintin è imprigionato. Liberato da Coco, disinnesca la trappola e diventa il nuovo grande capo. Lo stregone scatenò una guerra con la tribù dei m'Hatouvou e tentò di uccidere Tintin, senza successo. Tom infine catturò gli eroi, abbandonò Tintin ai coccodrilli e Milù a un boa, prima che un missionario li salvasse a malapena.
Tintin viene accolto nella Missione, dove tiene un corso di matematica, e parte alla caccia all'elefante. Tom lo intercetta al suo ritorno e lo lascia per morto. Avvertito da Milù, il missionario salva Tintin. Inseguito da quest'ultimo, Tom finisce divorato dai coccodrilli. Tintin scopre che Tom aveva un appuntamento nella città immaginaria di Kalabelou con un certo Gibbons. Quest'ultimo viene a sapere dal giornalista che gli uomini che lo volevano morto sono dei gangster affiliati ad Al Capone che tentano di prendere il controllo della produzione di diamanti in Congo. Dopo l'arresto dei banditi, Tintin e Milù partono in safari per filmare degli animali, prima di essere recuperati in aereo per un nuovo servizio in America.

## Storia

### Contesto di scrittura
Dal 1925, Georges Remi - che firma il suo lavoro sotto lo pseudonimo Hergé - è impiegato al (Ventesimo Secolo). Questo giornale di Bruxelles è decisamente cattolico e conservatore, e soprattutto vicino a un'ideologia fascista che incarna Benito Mussolini in Italia, tenuto in alta stima dal redattore capo, l'abate Norbert Wallezd. Il quotidiano si definisce del resto come un «giornale cattolico di dottrina e d'informazione». Fino alla fine dell'anno 1928, Hergé occupa un posto di reporter-fotografo e di disegnatore, ma guadagna soprattutto il suo posto realizzando piccoli lavori grafici a richiesta. Wallez gli affida allora la direzione di un supplemento per la gioventù, (Il piccolo Ventesimo), che è integrato nel (Ventesimo Secolo). Oltre al suo lavoro di redattore capo, Hergé pubblica in particolare due nuove serie di fumetti: Tintin nella terra dei sovietici, da gennaio 1929 a maggio 1930, e Quick e Flupke a partire da gennaio 1930. Davanti al carico di lavoro che si accumula, chiede al suo redattore capo di assumere degli assistenti: Eugène Van Nyverseel lo raggiunge il 1º gennaio 1929, così come Paul Jamin nel marzo 1930. Lavora anche con Germaine Kieckens, la segretaria di Norbert Wallez, di cui è innamorato. Durante l'anno 1930, moltiplica gli approcci, invano. Di fronte alla sua perseveranza e al sostegno dell'abate per questa unione, Germaine si decide a sposarlo nel maggio 1931.

### Pubblicazione dell’album
Il 29 maggio 1930, tre settimane dopo la fine della pubblicazione di “Tintin au Pays des Soviets”, Milù annuncia su “Le Petit Vingtième” il suo prossimo viaggio in Congo, e a partire dal 5 giugno 1930, la serie è pubblicata tutte le settimane, fino al giugno 1931. La pubblicazione non è seguita da alcuna controversia. Il 9 luglio 1931 Wallez organizza, come per “Tintin au Pays des Soviets”, il ritorno dell'eroe alla stazione di Bruxelles-Nord, questa volta sotto le spoglie di Henry Den Doncker abbigliato con un casco coloniale, accompagnato da un cane bianco, dei giovani congolesi, Paul Jamin, Hergé e dei bambini vestiti da Quick e Flupke. La folla che li accompagna e li acclama testimonia il successo di questa nuova avventura. Diventa un successo commerciale, le edizioni del “Petit Vingtième” già ne proposero la vendita durante lo svolgimento della manifestazione. Poco dopo il giornale  “Coeurs Vaillants” diffonde a sua volta la storia in Francia.
Davanti al successo del suo autore “Le Vingtième Siècle” firma un nuovo contratto con Hergé: questo gli frutta ormai 2000 franchi al mese invece che i 600 degli inizi. Nel maggio 1931, incontra Alain Saint-Ogan, uno dei suoi modelli dichiarati, e da lui riceve degli incoraggiamenti a perseverare nel suo lavoro con i fumetti. Diecimila copie di “Tintin au Congo” sono vendute nel 1931, a fronte di un tiraggio iniziale di 500 copie, numerate e firmate “Tintin” o “Milù” sulla pagina di frontespizio di sinistra. Quest’ultima tiratura è estremamente rara, si stima siano meno di una dozzina di copie nel mondo, una di queste è stata venduta nel 2009 per la somma di 72 600 euro. Nel 1934, Casterman diventa il nuovo editore delle “Avventure di Tintin” e ristampa l’album nel 1937 con delle grosse modifiche: una nuova copertina e l’eliminazione di tutte le menzioni al Petit Vingtième. Il nuovo editore propone anche di cambiare il titolo ma Hergé rifiuta perché non ha idee su un altro titolo in grado di imporsi da solo, e il pubblico è ormai abituato. Ci saranno altre riedizioni durante la Seconda Guerra mondiale, che porteranno il totale degli album venduti prima del 1946 (prima della pubblicazione degli album a colore) a 25 300 copie.

### Nuova edizione a colori
L'arrivo della seconda guerra mondiale sconvolge le abitudini. Il ventesimo secolo è scomparso, e il giornale La Sera pubblica d'ora in poi Le avventure di Tintin, il che permette una maggiore mediatizzazione del lavoro di Hergé e quindi un aumento delle vendite. L'occupazione del Belgio provocò delle carenze di carta che portarono le edizioni Casterman a voler ridurre il numero di pagine degli album. La rivista Bravo! , che iniziò a pubblicare nel 1940 in quadricromia e in francese, ebbe molto successo. Infine, l'editore nota che perde delle vendite in Francia e in Svizzera a causa del disegno rimasto in bianco e nero. Per tutte queste ragioni, Louis Casterman lavorò con Hergé a partire dal marzo 1941 per colorare le sue Avventure e diminuire il numero di tavole, cosa che Hergé accettò nel febbraio 1942, una volta che le sue reticenze aumentarono. Queste modifiche permettono di rispondere più favorevolmente ai librai che chiedono più album da vendere. Il futuro successo di questa decisione non si fa attendere.
Per aiutarlo nel suo lungo lavoro di scrittura delle Avventure di Tintin e di riscrittura degli album in bianco e nero, Hergé si affianca ai servizi di Edgar P. Jacobs (in particolare per Tintin in Congo). Hergé si affida al taglio della versione olandese per Het Laatste Nieuws, pubblicata nel 1940 e 1941 con numerosi ritocchi, in particolare con inchiostro cinese e numerose modifiche per modernizzare la BD. Insieme ridisegnano l'avventura, la colorano e la riducono da 115 tavole a 62. Quasi tutte le immagini sono riprese, i decori sono affinati e i dialoghi resi più vivaci, anche se perdono forza umoristica. L'album viene finalmente pubblicato nella sua versione a colori nel 1946. Dalla pubblicazione del Loto Blu nel 1934, Hergé si documenta molto di più per ciascuna delle sue storie. La rielaborazione di Tintin in Congo non sfugge alla regola. Utilizza numerose foto d'epoca e mappe geografiche per riprodurre fedelmente gli oggetti nell'album. Al fine di emanciparsi dal pubblico belga per aprirsi ad altri mercati, Hergé cancella le allusioni al Belgio e allo statuto coloniale: il nome della nave Thysville sparisce, non c'è più scalo a Boma né arrivo a Matadi, Tintin annuncia semplicemente «Ed ecco l’Africa»e la lezione di geografia impartita da Tintin è sostituita da una lezione di matematica più consensuale.
Queste modifiche universalizzano l'avventura: Tintin è ormai più un europeo che visita l'Africa che un cittadino belga che passa in rassegna la sua colonia. Trasforma anche il personaggio Jimmy Mac Duff, «direttore del grande circo americano» e proprietario nero del leopardo che Tintin scaccia dalla sua classe, che diventa un personaggio bianco e «fornitore dei più grandi zoo d'Europa». Infine, Hergé si diverte a modificare la scena di partenza: Dupond e Dupont fanno una breve apparizione, mentre appaiono solo a partire dai sigari del faraone nelle versioni in bianco e nero, Quick e Flupke mantengono la loro presenza discreta, e Hergé si rappresenta anche con i suoi amici Edgar P. Jacobs e Jacques Van Melkebeke .

### Riedizione nel 1970 e controversie

#### Critiche legate al razzismo
Negli anni 1960, Tintin in Congo conosce lo stesso destino di Tintin nel paese dei Sovietici: è introvabile in libreria, essendo le scorte esaurite. Le edizioni Casterman non hanno infatti ristampato l'album, perché si preoccupano di una potenziale indignazione da parte di intellettuali occidentali pro-africani tanto più nel contesto della decolonizzazione dell'Africa e dell'indipendenza del Congo.La reazione degli africani è meno temibile, dato che Tintin gode di un'ottima popolarità nel continente nero. Hergé aveva accettato questa decisione a malincuore, tanto più che 800 000 copie erano state vendute dal 1946. L'imbarazzo delle edizioni Casterman fu tale che esse ritirarono la vignetta dall'album della quarta copertina dei Bijoux de la Castafiore, nel 1963. Sorpreso, Hergé invita il suo editore a correggere questo errore e a ristampare senza attendere Tintin in Congo in tutto il mondo, fatta eccezione per l'Africa per non turbare gli africani - eppure l'album era già stato ristampato da una casa editrice ruandese in una versione in swahili, distribuita in 10 000 copie.
La situazione rimase bloccata fino alla fine degli anni sessanta, quando Hergé incaricò il suo editore di ripubblicare Tintin in Congo, tanto più che le edizioni lo contattarono al riguardo. Casterman accede rapidamente alla sua richiesta e procede ad alcune correzioni, ad esempio la sostituzione di «negro» con «nero» nei testi. L'album è di nuovo disponibile nel maggio 1970 nella sua versione a colori, mentre quella in bianco e nero è ripubblicata tre anni dopo nell'Archivio Hergé. Questo lungo periodo di esitazioni è la conseguenza di attacchi contro l'opera di Hergé da diversi anni. Nel 1960, “L’anatra incatenata” invita i suoi lettori a diffidare a: “Questo eroe” per il quale i bianchi sono tutti bianchi e i neri sono tutti neri. Se i vostri figli devono essere saggi come immagini, evitate che queste immagini siano del disegnatore Hergé. » -”L’anatra incatenata”, 12 gennaio 1960, Più tardi, la rivista Jeune Afrique pubblica una violenta critica di Gabrielle Rolin che denuncia album reazionari e un antisemitismo latente: «Il nome dei «Malvagi» è da solo rivelatore: Salomon Goldstein, Rastapopoulos, lo sceicco Bab el Ehr, il maresciallo Plekszy-Gladz; la loro fisicità non è da meno: naso uncinato di alcuni, tinto di colore degli altri (quelli che il capitano Haddock tratta di «coloquinte con grasso di antracite»), zigomi mongoli dei terzi. » - Gabrielle Rolin, «Tintin il virtuoso - l'orecchio reazionario», Giovane Africa, 3 gennaio 1962.
All'insaputa di Hergé, la riedizione colorata di Tintin in Congo è stata forse un elemento aggravante di questo malessere. La versione del 1931 in bianco e nero è chiaramente molto datata e lo stile del disegno indica, fin dal primo sguardo, che l'album si inserisce nella sua epoca. Al contrario, la versione a colori del 1946 è nello stesso stile del resto delle Avventure di Tintin e si svolge in un contesto più senza tempo, annullando così l'effetto di distanziamento con un'epoca passata che potrebbe avere il lettore consapevole di queste condanne per contenuto razzista, Hergé si rifugiò dietro i pregiudizi degli anni 1930 ai quali non seppe sfuggire come per Tintin nel paese dei Sovietici. Per lui, Tintin in Congo è pieno di stereotipi tipici della visione che avevano dell'Africa gli europei a quel tempo, e i personaggi del suo lavoro sono «neri di fantasia». In un'intervista rilasciata a Numa Sadul, Hergé dichiara:
(Hergé)
Riferimenti oggi famosi sono stati ignorati da Hergé, come il Viaggio in Congo di André Gide e la raccolta di articoli Terre d'ébène del reporter Albert Londres - pur ammirato dall'autore di Tintin -, opere che criticano profondamente l'azione belga nella sua colonia. Secondo il biografo Pierre Assouline, Hergé è infatti perfettamente in sintonia con i pregiudizi della sua epoca e del suo ambiente. Non ha contraddizioni, è d'accordo con le idee coloniali veicolate dal Novecento e non le mette in discussione.
Se la situazione in Europa è tesa per l'autore, lo è molto meno nello Zaire. Tintin è una parte del patrimonio nazionale, perché è andato in Congo senza nemmeno aver incontrato culture maggiori come la Grecia o il Giappone. Secondo Christophe Cassiau-Haurie, scrittore di fumetti africani, Tintin in Congo «è una delle prime opere artistiche a far entrare il paese nell'immaginario mondiale, quindi è un motivo di orgoglio per loro». Tintin fa parte dell'immaginario collettivo congolese, al punto che il dittatore dello Zaire Joseph-Mobutu si congratula con Richard Nixon nel 1969 per il successo dell'Apollo 11 ricordando che Tintin e il capitano Haddock erano stati pionieri in questo campo con l'album Abbiamo camminato sulla Luna. Secondo Christophe Cassiau-Haurie, questa popolarità contribuisce a spiegare perché il paese costituisce oggi «il più grande vivaio della nona arte in Africa». I giovani lettori congolesi leggono l'opera di Hergé e il suo stile, la famosa linea chiara, è spesso riutilizzato dai disegnatori locali. Poco prima della ricomparsa di Tintin in Congo a colori, il settimanale zairese, che aveva reclamato di stampare nuovamente l’album, ripubblica quest'ultimo nelle sue pagine e scrive un articolo elogiativo:
(Zaïre, N°73, 2 dicembre 1969)
La controversia scompare fino all'inizio del XXI secolo, e Hergé crede di avere l’ultima parola dicendo a proposito di Tintin in Congo:
(Hergé in un programma radiofonico)

#### Critiche legate all’ecologia
Nel 1931, le problematiche legate alla conservazione della natura sono ancora sconosciute a Hergé (contrariamente ai seguenti album), così fa partecipare Tintin a diversi safari e caccia. Ne consegue un «massacro massiccio e gratuito della fauna»: uccide una quindicina di gazelle, spella una scimmia, caccia un leone, abbatte un serpente, dà calci a un leopardo, recupera le zanne di un elefante, polverizza un rinoceronte con la dinamite e stordisce un bufalo (avendo dunque affrontato il famoso Big five caro ai safari).
(Hergé)
In particolare, la scena dell’esplosione del rinoceronte pone un problema all'editore scandinavo che ottiene la sua modifica nel 1975 presso Hergé. Nella nuova pagina ridisegnata per l'esportazione, il rinoceronte scappa spaventato, sano e salvo, con un colpo di fucile che innesca lui stesso. Oggi, solo le edizioni francese e olandese conservano la scena iniziale, al contrario di tutte le altre edizioni nel mondo.

### Anni 2000 e nuove polemiche
Quando la Hergé Foundation annunciò nel marzo 2007 l'inizio della pre-produzione di una serie di film prodotti da Steven Spielberg nell'universo di Tintin, l'interesse del Regno Unito per le sue Avventure rinasce. L'11 luglio 2007, la Commissione britannica per l'uguaglianza razziale, su richiesta dell'avvocato David Enright, giudica Tintin in Congo razzista e chiede il suo ritiro dalle librerie. In molti negozi in Inghilterra, Australia e Nuova Zelanda, l'album lascia il reparto per bambini e si unisce a quello degli adulti. La biblioteca pubblica di Brooklyn a New York lo ritira anche dai suoi scaffali. Denunce sono presentate anche in Svezia e in Francia, ma senza risultati. Oggi, la versione inglese contiene una nota che invita i lettori a diffidare degli stereotipi colonialisti. Questa polemica riappare in Francia nel dicembre 2014, quando un gruppo di persone legate al Consiglio rappresentativo delle associazioni nere di Francia incollano adesivi sugli album di Tintin in Congo in una libreria parigina, per chiedere la creazione di una prefazione all'opera, sul modello dell'edizione in inglese.
Il 23 luglio 2007, Bienvenu Mbutu Mondondo, di nazionalità congolese, denuncia per razzismo a Bruxelles, chiedendo il divieto di vendita di Tintin in Congo in Belgio o che l'album porti un avviso. È respinto dalla giustizia belga. Una seconda denuncia civile è stata presentata nel 2010 senza successo poiché il 10 febbraio 2012 la giustizia ritiene che Tintin in Congo non era animato da un'intenzione discriminatoria, dato il contesto specifico dell'epoca. La difesa sostiene inoltre che la legge contro il razzismo non esisteva quando Hergé scrisse l'album.
Alla fine degli anni 2000, Tintin in Congo è il secondo album più venduto di tutta l'opera di Hergé, con più di dieci milioni di copie vendute, dietro (Tintin in America). L'album è anche il più popolare della serie tra i bambini, e il più famoso in Africa, in particolare nelle regioni francofone. Nella Repubblica democratica del Congo, il CD è diventato «il supporto preferito di commercializzazione dell'eroe belga».

## Analisi

### Stile e narrazione
Benoit Peeters nota un miglioramento nei disegni in bianco e nero di “Tintin au Congo” rispetto a quelli di “Tintin au Pays des Soviets”, ma si rammarica di uno scenario rachitico in cui Tintin e Milù passano il tempo a cacciare animali. Una parvenza di mistero appare tuttavia alla fine dell’album quando Tintin scopre che il cattivo a cui dava la caccia agiva in realtà per conto di Al Capone. Quanto ai dialoghi, essi non hanno la leggerezza degli album seguenti, e sfiorano l’antologia quando si perdono in spiegazioni superflue. D’altro canto, Hergé innova utilizzando per la prima volta il metodo dell’ellisse per raccontare la sua storia. Michael Farr si dice deluso dalla versione del 1946 che trova insipida e distaccata dalla realtà, non solamente per colpa dei colori che sono più vicini a quelli europei che africani, ma anche per il comportamento di Tintin e Milù.

### Personaggi
Escludendo Milù e Tintin, i personaggi dell’album sono secondari, interpretano nel corso delle pagine il ruolo di aiutante o degli antagonisti, ma le loro personalità non sono sviluppate.

#### Tintin
Tintin è disegnato semplicemente, il suo viso è neutro e impersonale, il suo solo segno distintivo è la sua caratteristica ciocca di capelli. Per quanto riguarda la sua età, non è specificata ma sembra quella di un adolescente. Il suo carattere si avvicina ai valori Scout al quale abbina un lato intrepido che lo aiuta a cavarsela in tutti i tipi di situazione. In questa opera, Tintin padroneggia i dispositivi tecnologici: vince una guerra con un elettromagnete, uccide un rinoceronte con un candelotto di dinamite e una miccia Bickford, cura un malato con una pillola di chinino e proietta un film registrato con un mangiadischi. Siccome gli africani non hanno accesso a questi strumenti se non in forma inferiore, come la locomotiva che la macchina dell’eroe fa deragliare con la sua sola presenza, Tintin sembra ai loro occhi uno stregone.
Viene infatti da loro chiamato “Boula Matari” che significa “il distruttore di rocce”, lo stesso soprannome che i Congolesi avevano dato all’esploratore Henry Morton Stanley. Quando la tecnologia non soddisfa più il suo ruolo di salvatore, vengono rese necessarie delle invocazioni divine, per esempio prima di affrontare un leopardo nell’aula o per scappare alla morte in una cascata. Questa dimensione religiosa rinforza l’idea che Tintin è per il Congo ciò che Giovanna d’Arco era per Orléans: l’incaricato di una missione divina per eliminare il male. Tintin si comporta dunque come un modello per gli africani. Rimprovera la loro codardia nel non aver salvato Milù (Tintin esclama: ”E voi non avete fatto niente per salvarlo?... Vedrete come si fa quando si è uomini!), si prende la responsabilità di proteggere i suoi alunni e fronteggia i suoi nemici piuttosto che scappare. Questa superiorità è inoltre riconosciuta dai personaggi che incontra: oltre al suo soprannome, diviene capo di Ba Baoro’m e fa valere la giustizia nel suo villaggio come re Salomone. Tintin si preoccupa anche della loro istruzione, i Neri erano disegnati come dei grandi bambini a volte gentili, crudeli o codardi. Assiste il missionario nei suoi schizzi, impone le sue numerose attrezzature e da ordini e consigli a Coco e ai suoi subalterni. Tramite lui si esprime uno Stato moderno. Ma alla fine, Tintin è l’unico a non ricevere niente dal suo viaggio poiché riparte con le stesse idee che aveva al suo arrivo, anche se nelle ultime pagine rimpiange di non essere rimasto più a lungo.
Con più distacco, alcuni autori hanno studiato il legame tra le idee politiche di Hergé (destra tradizionale) e quelle del suo eroe. Tintin dapprima si oppone al comunismo in “Tintin au Pays des Soviets”, poi visita l’impero coloniale belga e infine affronta il capitalismo americano in “Tintin au Amérique”. Si tratta di un personaggio virile, forte, senza emozioni apparenti che riunisce in lui i tratti caratteristici della gioventù promossa dall’estrema destra degli anni 1930. Come nelle “Avventure” che la seguiranno, Tintin lotta contro delle società segrete. Si scontra prima contro gli Aniotas (uomini-leopardo), poi contro la banda di Al Capone rappresentata dal “bianco malvagio” Tom. Tintin si allontana dal suo mestiere di reporter e si avvicina al ruolo di rivoluzionario per permettere la modernizzazione e lo sviluppo del Congo belga.

#### Milù
Milù è il cane (un fox-terrier a pelo duro) di Tintin. Legato a se stesso e alla sua comodità, combatte volentieri al fianco del suo padrone quando ne sente il bisogno. È un personaggio a pieno titolo, in qualche modo il fratello minore di Tintin, ed è dotato della parola, anche se il suo padrone è l'unico a poterlo capire. Così Milù non è corrotto nella sua innocenza perché solo Tintin, archetipo del bene, fa la sua educazione. Quest'ultimo dà l'esempio da seguire, e lo introduce ai segreti del mondo. In cambio, Milù lo lusinga a ciascuno dei suoi successi ma fa anche commenti a volte umoristici, a volte beffardi, come per mettere in prospettiva le sue ripetute imprese. Il legame che esiste tra Tintin e Milù in Tintin in Congo è il prototipo dei legami che si creeranno nei seguenti album tra Tintin e il suo ambiente: più tardi, è il capitano Haddock, al posto di Milù, che seguirà gli ordini di Tintin e che commenterà le loro avventure. Con questi due eroi, Hergé si rivolge a due gruppi di lettori: i più anziani si identificano con Tintin, un personaggio volontario e sicuro della sua forza, mentre i più giovani si rivolgono a Milù, i cui tratti umani sono forzati. Riproduce infatti numerosi gesti umani, ad esempio quando si mette in piedi sulle zampe posteriori, quando piange di dolore o al momento della sua incoronazione da parte dei Pigmei.

### Utilizzo della scienza
Hergé mobilita la scienza più volte nel corso della storia, anche se si prende alcune libertà con essa. Per esempio, Tintin riesce a deviare i proiettili metallici dai guerrieri m'Hatouvou utilizzando un elettromagnete. Questo oggetto può deviare gli elettroni dalla loro traiettoria grazie alla cosiddetta forza di Laplace, agendo su una corrente elettrica. Tuttavia, questa forza non può deviare facilmente dagli oggetti, come le frecce ricevute da Tintin. In effetti, la forza elettromagnetica dell'elettromagnete è molto forte su un centimetro, ma diventa debole a 10 centimetri e trascurabile a 1 metro. Così, l'elettromagnete utilizzato da Tintin non aveva alcuna possibilità di deviare la traiettoria dei proiettili ricevuti. Più tardi, Tintin si rifugia su un albero per sfuggire da un elefante con la sua lente d'ingrandimento. In realtà, lo usa per concentrare i raggi del sole in un solo punto (il focolare) del cranio dell'animale, finché quest'ultimo sente dolore e se ne va. Questa tecnica si chiama l’ingrandimento della luce solare, che Tintin riutilizza nel Tempio del Sole per accendere la pipa del capitano Haddock. Più tardi, per neutralizzare un bisonte, Tintin taglia due “heveas”, alberi molto presenti nel Congo belga. Ne fuoriescono due tracce liquide di lattice (sostanza che trattata, dà origine alla gomma), unendosi in un medesimo punto. Una volta solidificato, questo materiale viene utilizzato come una fionda dal giornalista, che utilizza questa arma improvvisata per lanciare una roccia sull'animale. Tuttavia, nella realtà, ciò non sarebbe stato possibile, poiché è impossibile fabbricare una cinghia sufficientemente elastica a partire da lattice non trattato. Prima avrebbe dovuto riscaldarlo con lo zolfo. Notiamo per inciso che gli “heveas” disegnati da Hergé assomigliano piuttosto a conifere per la loro statura e acacie per le loro foglie.

## Edizioni pirata e parodie
Edizioni pirata di Tintin in Congo sono state diffuse in reazione alla sua indisponibilità in libreria. Nonostante le ripubblicazioni negli anni 1970, si deve aspettare 1982 e l'edizione di un fac-simile da Casterman per vedere diminuire i prezzi di questi album pirata. Nel 1992 esce una parodia satirica dell'avventura congolese intitolata Chaud Équateur (Caldo Ecuador). Questa storia mette in evidenza il colonialismo, i legami tra Hergé e Léon Degrelle sono ricordati da un Milù francamente razzista, ma la qualità del disegno è debole. Nel cartone animato Le Chat du rabbin (Il gatto del rabbino) realizzato nel 2011, la storia si svolge nel 1930 con un'apparizione al 65º minuto di un Tintin in Congo con un atteggiamento paternalistico e per il momento noioso. Nel febbraio 2011, la rivista d'arte Collection pubblica una deviazione dell'album con il titolo Tintin nel Congo nudo, che apporta un unico cambiamento all'opera originale: Tintin è rappresentato nudo (conservando solo le sue scarpe e il suo cappello) e sessuato durante tutta l'avventura. Infine, nel 2012, lo scrittore Gordon Zola pubblica Train-train au Congo (Train-train in Congo) nella sua serie parodica Les aventures de Saint-Tin et son ami Lou (Le avventure di Saint-Tin e il suo amico Lou) evocando nuovamente il razzismo e l'ecatombe di animali.

## Progetto di adattamento cinematografica
A causa del suo argomento controverso, l'album non fu mai adattato, anche nella serie animata degli anni sessanta e nella serie animata di Ellipse, pur fedele al fumetto. Dopo l'acquisizione dei diritti cinematografici delle Avventure di Tintin da parte di Steven Spielberg nel 1984, la sceneggiatrice americana Melissa Mathison lavorò su una sceneggiatura ispirata a Tintin in Congo. Roman Polanski viene contattato nel 1985 per la realizzazione, ma la sua preferenza era per lo (Scettro di Ottokar). Il progetto viene infine abbandonato.